# Camorino
Camorino är en ort i kommunen Bellinzona i kantonen Ticino, Schweiz. 
Camorino var tidigare en egen kommun, men den 2 april 2017 inkorporerades Camorino och elva andra kommuner i Bellinzona.